# Интим (фильм)
«Инти́м» (англ. Intimacy) — фильм театрального режиссёра-экспериментатора Патриса Шеро. Сценарий написан по произведению Ханифа Курейши. 
На Берлинском кинофестивале 2001 года фильм завоевал «Золотого медведя» и «Серебряного медведя» за лучшую женскую роль, а также премию «Голубой ангел» за лучший европейский фильм. Роберт Эдди сыграл в фильме свою последнюю роль (он выступает в одной сцене на несколько минут: владелец бара разговаривает со своими барменами). «Интим» занял 91-e место в списке лучших фильмов 2000-х годов по версии журнала Slant.

## В ролях
| Актёр             | Роль             |
| ----------------- | ---------------- |
| Марк Райлэнс      | Джей             |
| Керри Фокс        | Клэр             |
| Сюзанна Харкер    | Сьюзан жена Джея |
| Аластер Гэлбрейт  | Виктор           |
| Филипп Кальварио  | Йэн              |
| Тимоти Сполл      | Энди             |
| Марианна Фейтфулл | Бетти            |
| Фрайзер Эйрс      | Дэйв             |
| Роберт Эдди       | владелец бара    |

## Сюжет
Действие происходит в Лондоне. Фильм начинается со сцены, в которой мужчина открывает дверь и спрашивает пришедшую женщину, договаривались ли они. Она отвечает: «Нет». Он приглашает её выпить кофе, но вместо этого они в страшной спешке занимаются откровенно показным сексом… Действие происходит в бедной, неубранной квартире, между людьми с усталыми лицами. Зритель узнаёт, что встречаются они каждую среду. Никаких разговоров до и после, только секс.
Мужчина, — Джей, — работает барменом. Несколько лет тому назад он оставил свою семью, взял и просто ушёл, поселился у друга. Но его одиночество осталось с ним, и дни его скудные и бедные, как и квартира, где он живёт, и украшает их только секс. Женщина, — Клер, — актриса. У неё семья — свиноподобный муж и маленький мальчик. Серость, скука и одиночество проникли в её повседневность, но нет ни сил, ни решимости бороться с этим, и только бешеный анонимный секс приносит забвение.
Шаг за шагом реальность входит в их отношения: Джей проследил за ней, понемногу начал узнавать её жизнь, увидел её семью, её работу, её повседневность. Только они не способны смотреть в глаза жизни — она не хочет ничего менять, может быть, только партнёра по анонимному сексу, он же уже доказал свою неспособность бороться, он способен оставаться только со своим одиночеством… Проходит последняя среда их встречи.

## Особенности
Техника съёмки (оператор — Эрик Готье) отличается реализмом и даже натурализмом, некрасивое доминирует над красивым — зритель видит неукрашенную обстановку квартиры холостяка, не особенно впечатляющие лица актёров. В то же время сцены секса сняты с большей эстетикой и открытостью. Границы между эротикой и порно в фильме весьма — зыбкие и едва уловимые, особенно «разогреть кровь» зрителя должен тот факт, что постельные сцены не симулированы, актеры действительно занимались настоящим сексом на камеру, причем это было на глазах у мужа исполнительницы главной роли.